# Eurya greenwoodii
Eurya greenwoodii är en tvåhjärtbladig växtart som beskrevs av Clarence Emmeren Kobuski. Eurya greenwoodii ingår i släktet Eurya och familjen Pentaphylacaceae. Inga underarter finns listade i Catalogue of Life.